# NGC 3069
NGC 3069 este o galaxie lenticulară situată în constelația Leul. A fost descoperită în 15 martie 1877 de către John Dreyer. Se află la o distanță de 77,25 de megaparseci de Pământ.